# Oxyopes hilaris
Oxyopes hilaris là một loài nhện trong họ Oxyopidae.
Loài này thuộc chi Oxyopes. Oxyopes hilaris được Tord Tamerlan Teodor Thorell miêu tả năm 1881.